# Elaeodopsis rougeoti
Elaeodopsis rougeoti là một loài bướm đêm trong họ Noctuidae.